# Universal Life-Versicherung
Bei der Universal Life-Versicherung handelt es sich um eine flexible Form der Lebensversicherung, die mittels transparenter Kontostruktur abgebildet wird. Das zugrundeliegende Produktkonzept stammt aus den USA und ist dort seit seiner Einführung Mitte der 1980er Jahre weit verbreitet. Ähnlich einer kapitalbildenden Lebensversicherung besteht die Universal Life aus einer Vorsorgekomponente zur individuellen Kapitalansammlung und ist meist mit einer separat geführten Risikokomponente kombiniert, die den Tod des Versicherungsnehmers absichert. Die beiden Komponenten werden transparent ausgewiesen und lassen sich während der Vertragslaufzeit an die Lebensumstände des Versicherungsnehmers anpassen.

## Charakteristika der Universal Life
Die Besonderheit der Universal Life-Versicherungen liegt in ihrer hohen Flexibilität, die eine Anpassung an unterschiedliche Lebenssituationen des Versicherungsnehmers ermöglicht. Im Unterschied zu klassischen Lebensversicherungsprodukten stehen dem Versicherungsnehmer auch während der Vertragslaufzeit verschiedene Optionen zur Gestaltung der Beiträge und der Leistungen zur Verfügung.
Universal Life-Produkte sind in Form eines Vertragskontos aufgebaut, mithilfe dessen dem Versicherungsnehmer die Entwicklung seines Versicherungsschutzes transparent gemacht werden kann.

### Vertragskonto
Basis der Universal Life ist ein Vertragskonto, das alle für den zugrundeliegenden Vertrag relevanten Zahlungen abbildet. Neben den Prämienzahlungen werden die monatlich entstehenden Zinsen dem Vertragskonto zugeschrieben. Auf der anderen Seite werden die anfallenden Risiko-, Administrations- und Vertriebskosten ausgewiesen, die dem Vertrag in Abzug gebracht werden. Das Vertragskonto und damit auch die genannten Kontobewegungen sind für den Versicherungsnehmer einsehbar.
Die offene, monatliche Fortschreibung gewährleistet dabei die laufende Überprüfung der Zins- und Kostenentwicklung und ermöglicht es dem Versicherungsnehmer nachzuvollziehen, welcher Anteil seiner Prämien jeweils für den Risikoschutz und für die Administration, Vertrieb und Marketing des Vertrags aufgewendet wird. Dadurch wird ein hohes Maß an Transparenz für den Versicherten gewährleistet. Der Versicherungsnehmer kann sich jederzeit über seinen aktuellen Vertragsstand informieren und hat einen Überblick über sein aktuelles Guthaben und die Höhe der Auszahlung im Todesfall.
Ebenso kann das Vertragskonto als Online-Plattform genutzt werden, die dem Kunden die Kommunikation mit dem Versicherer und dem Vermittler erleichtert und ggf. sogar vertragliche Anpassungen ermöglicht.

### Flexible Prämien
Beim Abschluss einer Universal Life-Versicherung erfolgt keine vertragliche Festlegung fixer oder regelmäßiger Prämienzahlungen. Der Versicherungsnehmer ist daher hinsichtlich der Höhe seiner Beitragszahlungen flexibel. Einzige Voraussetzung ist dabei ein Vertragsguthaben, das zu jedem Zeitpunkt einen positiven Saldo aufweist. Andernfalls kann kein Versicherungsschutz sichergestellt werden. Solange das Vertragsguthaben über der Grenze liegt, bei der die Kosten für die vereinbarte Risikoabsicherung und die Verwaltung gerade so gedeckt sind, kann der Versicherungsnehmer bis zu einem festgelegten Maximalbetrag frei über die Höhe seiner Beitragszahlungen entscheiden. Neben der Anpassung der Prämienhöhe lassen sich zudem Einmalzahlungen und Entnahmen tätigen. Auch dabei müssen Mindest- und Höchstbeträge eingehalten werden. Unter bestimmten Voraussetzungen kann auch das Aussetzen der Beitragszahlung möglich sein.

### Flexible Leistungen
Des Weiteren ist die Erweiterung um zusätzliche Risikobausteine denkbar. So kann eine Universal Life-Versicherung auch zusätzliche Risiken, wie beispielsweise das Pflegefall-, das Berufsunfähigkeits- oder das Unfallrisiko abdecken. Dadurch kann dem Versicherten mittels einer einzigen Police eine Art Rundum-Schutz geboten werden.

## Umsetzung in den USA
Die Idee der Universal Life Insurance entwickelte sich Ende der 1970er Jahre vor dem Hintergrund haussierender Aktienmärkte. Durch steigende Renditen am Kapitalmarkt wurden Whole Life Insurances vergleichsweise unattraktiv und es mussten neue, flexiblere Formen der Absicherung entwickelt werden, die einen ausreichenden Todesfallschutz mit einer kapitalmarktnahen Verzinsung vereinen. Stärker als bei der klassischen Universal Life Insurance rückt die kapitalmarktnahe Verzinsung bei der Variable Universal Life in den Fokus. Diese enthält neben den klassischen Komponenten der Universal Life eine zusätzliche Investmentkomponente. Eine weitere Form der Universal Life, die sich auf dem amerikanischen Markt findet, ist die Indexed Universal Life, bei der sich die Verzinsung an der Entwicklung eines Indexes orientiert.
In den USA gehört das Produktkonzept der Universal Life Insurance neben der Term Life Insurance und der Whole Life Insurance zu den drei wichtigsten Formen der Lebensversicherung. Der Marktanteil der Universal-Life-Produkte am gesamten Lebensversicherungsmarkt der USA lag in den letzten Jahren relativ konstant bei etwa 40 %.
Ähnlich der Whole Life Insurance, besteht auch die Universal Life Insurance, wie sie auf dem amerikanischen Markt angeboten wird, aus einer Risiko- und einer Vorsorgekomponente. Die Risikokomponente ist dabei mit der deutschen Risikolebensversicherung vergleichbar und sichert das finanzielle Risiko des Todes des Versicherungsnehmers ab. Übersteigt die monatliche Prämie die für den Risikoschutz erforderlichen Beiträge, fließt der überschüssige Anteil in die Vorsorgekomponente, mithilfe derer der Versicherte zusätzliches Kapital ansammelt. Dieser Sparanteil wird monatlich verzinst sowie mit entstehenden Kosten belastet. Zu- und Abgänge werden monatlich ausgewiesen, wodurch die Entwicklung des Guthabens sowie die entstehenden Kosten für den Versicherungsnehmer transparent werden und die Universal Life ihre typische Kontostruktur erhält.
Im Unterschied zu konventionellen Lebensversicherungsprodukten ist die Höhe der Prämie nicht über die Vertragslaufzeit fixiert, sondern kann innerhalb bestimmter Grenzen flexibel angepasst werden. Nach unten ist die Prämienzahlung durch einen Mindestbetrag beschränkt, der sich aus den für das Versicherungsunternehmen entstehenden Kosten ergibt. Nur wenn diese innerhalb bestimmter Fristen durch die Prämien gedeckt werden, kann der Versicherungsschutz gewährleistet bleiben. Je nach Vertragsgestaltung bestehen zudem Maximalbeträge, die innerhalb bestimmter Zeiträume nicht überschritten werden dürfen. Unter der Voraussetzung, dass ausreichend Mittel zur Deckung der Kosten zur Verfügung stehen, sind zudem Entnahmen aus dem Vorsorgekonto möglich.
Neben den Prämien kann auch die Versicherungsleistung während der Vertragslaufzeit an sich ändernde Lebensumstände des Versicherungsnehmers angepasst werden. Eine Erweiterung der Leistungen geht dabei mit einer höheren Prämie einher et vice versa. Auch kann eine Umschichtung zwischen Risiko- und Vorsorgeteil der Prämie erfolgen, wenn der persönliche Absicherungsbedarf sich verändert hat. Auch dabei stellen der erforderliche Mindestbetrag zur Deckung der Kosten sowie mögliche Höchstbeträge Einschränkungen dar.

## Marktentwicklung in Deutschland
Erste Versuche, Lebensversicherungen nach dem Konzept der Universal Life Insurance aus den USA auch in Deutschland zu etablieren, gab es Mitte der 90er Jahre. Zu diesem Zeitpunkt konnte sich das Konzept jedoch insbesondere aufgrund der steuerlichen Behandlung nicht durchsetzen. Bis 2004 konnten Versicherungsnehmer in Deutschland von steuerlichen Vorteilen kapitalbildender Lebensversicherungen profitieren. Die steuerliche Begünstigung der Verträge war an bestimmte Voraussetzungen gebunden und lieferte damit einen festen Gestaltungsrahmen für die Produkte der Lebensversicherungsunternehmen. Mit Inkrafttreten des Alterseinkünftegesetzes zum 1. Januar 2005 wurde dieses Steuerprivileg aufgehoben. Zunächst verlor die Kapitallebensversicherung dadurch insgesamt an Attraktivität; auf der anderen Seite waren die Anbieter damit nicht mehr an die Voraussetzungen der steuerlichen Förderung gebunden und erlangten mehr Spielraum, ihre Produkte individuell zu gestalten. Vor diesem Hintergrund wurden im Jahr 2005 erneut Produkte in Deutschland angeboten, die sich am Konzept der Universal Life Insurance des amerikanischen Marktes orientierten.
So brachte im Jahr 2005 die AachenMünchener ein Produkt auf den Markt, das durch die Möglichkeiten der Anpassung von Prämien und Leistungen während der Laufzeit eine flexible Form der Altersvorsorge darstellte. Das Produkt fand Absatz am deutschen Markt, geriet aber auch immer wieder negativ in die Schlagzeilen. Nach einigen Umbenennungen findet sich das Produkt heute als „Strategie No. 1“ auf dem deutschen Markt.
Seit einigen Jahren sieht sich der deutsche Lebensversicherungsmarkt insbesondere mit der Herausforderung des sehr niedrigen Zinsniveaus konfrontiert. Auch als Reaktion darauf haben viele der Anbieter verschiedenartige neue Lebensversicherungsprodukte entwickelt. Bei deren Gestaltung spielen erneut auch regulatorische Rahmenbedingungen eine wichtige Rolle. Mit dem Lebensversicherungsreformgesetz (kurz LVRG), das am 1. Januar 2015 in Kraft trat, hat der Gesetzgeber den Höchstzillmersatz für die bilanzielle Anrechnung von Abschlusskosten von bisher 40 ‰ auf 25 ‰ abgesenkt. Damit soll eine Reduktion der Abschlusskosten erreicht werden, die für den Versicherungsnehmer in höheren Rückkaufswerten resultiert. Zudem fordert die Versicherungsvertriebsrichtlinie (Insurance Distribution Directive – kurz IDD), die bis 2018 in Deutschland umgesetzt werden muss, eine Offenlegung der Vergütung. Auch durch die steigenden Kundenanforderungen hinsichtlich Transparenz, Flexibilität und digitalen Prozessen werden Anpassungen bei den Lebensversicherungsprodukten notwendig. Vor diesem Hintergrund wurde in Deutschland ein Umfeld geschaffen, das optimale Voraussetzungen für flexible und transparente Lebensversicherungsprodukte nach dem Prinzip der Universal Life liefert.
Die erste Police, die sowohl Flexibilität als auch das Charakteristikum des Vertragskontos und damit der Transparenz erfüllt, wird seit Oktober 2015 von der Ideal Versicherung auf dem deutschen Markt angeboten.

## Umsetzung des Produktkonzepts Universal Life in Deutschland
Als erste Versuche auf dem deutschen Markt können die Produkte der AachenMünchener sowie der Gothaer Versicherung gezählt werden. Beide Anbieter ermöglichen dem Kunden eine vergleichsweise hohe Flexibilität der Beiträge und Leistungen. Die einzige Universal Life-Police i. e. S. wird in Deutschland aktuell von der Ideal Versicherung angeboten.

### Produktkomponenten
Der obligatorische Produktkern der Universal Life ist eine Rentenversicherung, die zunächst keinen festen zu zahlenden Beitrag festlegt und die sich auch hinsichtlich der Zielrente anpassen lässt. Die Flexibilität der Beiträge und Leistungen ist dabei der wesentliche Unterschied zu konventionellen Rentenversicherungen. Der Rentenbezug unterteilt sich in zwei Phasen. Dabei stehen dem Versicherten in der ersten Rentenphase verschiedene Optionen bezüglich der Prämien- sowie der Leistungsgestaltung zu. Mit Beginn der zweiten Rentenphase, die durch eine lebenslange Rente gekennzeichnet ist, stehen dem Versicherten, zur Wahrung der steuerlichen Förderung, weniger Möglichkeiten zur Verfügung.
Die Leistungen der Rentenversicherung bestehen aus dem Garantiezins, der jeweils zum Jahresende für das folgende Jahr deklariert wird. Dazu kommen die Überschussbeteiligung sowie die Beteiligung an den Bewertungsreserven. Die Überschüsse erhält der Kunde entweder bei Eintritt des Versicherungsfalls auf die Leistung oder sie werden zum Rentenbeginn den Rentenzahlungen zugerechnet.
Neben der Rentenversicherung sind optionale Zusatzkomponenten durch den Versicherungsnehmer abschließbar. Diese müssen nicht bei Vertragsabschluss festgelegt werden, sondern können auch später individuell hinzu gebucht werden. Die Flexibilität bei der Hinzubuchung zusätzlicher Bausteine kann dabei unterschiedlich ausgestaltet sein. Unter Umständen kann das Hinzuwählen der Komponenten nur unter der Voraussetzung des Eintritts eines bestimmten Lebensereignisses (wie beispielsweise Geburt oder Heirat) oder nur zu bestimmten Zeitpunkten möglich sein.
Einen bedeutenden Zusatzbaustein stellt der Todesfallschutz dar, der durch den Einbezug einer Risikolebensversicherung eingeschlossen werden kann. Für die Risikolebensversicherung sind verschiedene Gestaltungsmöglichkeiten denkbar. Die Ideal UniversalLife ermöglicht dem Versicherten insbesondere die Anpassung der Versicherungssumme, indem der Kunde zwischen drei Varianten des Todesfallschutzes wählen kann. Bei der kostengünstigeren Variante „Starter“ erfolgt eine vereinfachte Gesundheitsprüfung, mit der sich nur eine geringere Versicherungssumme vereinbaren lässt. Bei der leistungsstärkeren Variante „Universal“ lässt sich eine höhere Versicherungssumme abschließen, die zudem dynamisch gestaltet sein kann (steigende versus fallende Todesfallsumme). Auch besteht die Möglichkeit einer reinen Sterbegeldversicherung („Nachlass“).
Neben dem Todesfallschutz ist die Absicherung weiterer biometrischer Risiken durch Einbezug einer Pflege-, oder einer Berufsunfähigkeitsversicherung möglich. In unterschiedlicher Ausführung sind diese Zusatzkomponenten bereits in den Policen verschiedener Versicherer enthalten, die als Vorläufer von Universal Life-Policen in Deutschland eingestuft werden können. Beispielsweise steht es dem Versicherungsnehmer einer Gothaer VarioTime-Police offen, ergänzend eine Ausbildungsversicherung abzuschließen, mithilfe derer Geld angespart werden kann, das zur Unterstützung der Ausbildung des begünstigten Kindes dient. Weitere zusätzliche Bausteine bestehen bei der Strategie No. 1 der AachenMünchener, bei der sich die Absicherung der Arbeitskraft in Form einer Berufsunfähigkeitsversicherung ebenso wie der Pflegefall und die Invalidität eines Kindes einschließen lässt. Die klassische Universal Life-Police in Deutschland, die Ideal UniversalLife enthält die fakultativen Zusatzbausteine Pflegefallschutz und Vertragsschutz. Auch der Pflegefallschutz ist in den Varianten „Starter“ und „Universal“ möglich. Die lebenslange Pflegerentenzahlung lässt sich innerhalb bestimmter Grenzen durch den Versicherten gestalten. Die Komponente „Vertragsschutz“ greift, sollte der Versicherte auf Grund einer Berufsunfähigkeit nicht mehr in der Lage sein, die Beiträge durch ausgewählte Produktkomponenten zu zahlen.
Gesonderte Unfallversicherungen lassen sich bei den Produkten auf dem deutschen Markt bisher nicht einschließen.

### Vertragskonto
Ein transparentes Vertragskonto, auf dem der Versicherte die Entwicklung seines Vertrags nachvollziehen kann, ist das zweite Kriterium zur Klassifikation von Universal Life-Versicherungen. Auf dieses Vertragskonto können neben dem Versicherten ebenso der Vermittler sowie der Versicherer zugreifen. Im Laufe des Vertriebsprozesses wird der Vertrag den Wünschen des Kunden angepasst und damit das Konto individuell gestaltet. Anpassungen betreffen dabei insbesondere die Zahlungs- und Leistungsplanung. Während der Vertragslaufzeit können sämtliche Vertragsangelegenheiten über dieses Portal oder andere digitale Kommunikationsformen abgewickelt werden und auch erklärende Videos und Informationsbroschüren stehen zum Abruf bereit. Der Versicherte erhält zudem die Möglichkeit, tagesaktuell den Sparprozess, die gewählten Risikodeckungen sowie die Kostenbelastung nachzuvollziehen. Zudem können Anpassungen in der Zukunft wie z. B. Beitragsveränderungen, Zuzahlungen, Entnahmen, die An- und Abwahl von Produktbausteinen oder der Zeitpunkt des Rentenbeginns simuliert werden. Dabei ist immer auch die Höhe der Auszahlungen im Todesfall sowie bei Kündigung aufgeführt. Bisher ist die Ideal Versicherung der einzige Anbieter, der mit seiner Universal Life-Versicherung eine solche Kontostruktur bietet.
Bei Universal Life-Versicherungen entsteht typischerweise keine Abschlussprovision, der Vermittler erhält ausschließlich eine laufende Courtage, abhängig von der Höhe der Beiträge sowie dem angesparten Deckungskapital. Zusätzlich kann eine Kontoeinrichtungsgebühr vereinbart werden. Diese Art der laufenden Vergütung begünstigt in besonderem Maß die hohe Flexibilität des Produkts.

### Flexibilität der Prämien und Leistungen
Die Leistungen der Universal Life unterscheiden sich je nach Wahl der optionalen Produktbausteine, wodurch sich flexibel verschiedene biometrische Risiken absichern lassen. Die Rentenversicherung ist zunächst obligatorisch, kann jedoch individuell gestaltet werden. So kann der Versicherte beispielsweise den Rentenbeginn anpassen und entscheiden, ob im Erlebensfall eine lebenslange Rente, eine vollständige Kapitalabfindung oder eine Mischform geleistet werden soll. Auch bei den anderen Produktbausteinen lassen sich die Leistungshöhen innerhalb bestimmter Mindest- und Höchstbeträge gestalten.
Es sind keine festen laufenden Beiträge vorgeschrieben, sodass die Prämienzahlung mittels verschiedener Optionen an die jeweilige Lebenssituation angepasst werden kann. Dabei sind innerhalb festgelegter Zeitabschnitte Mindest- sowie Höchstbeiträge zu berücksichtigen. Zudem sind innerhalb gewisser Grenzen Einmalzahlungen sowie Entnahmen möglich. Beitragspausen und -freistellungen sind bei Universal Life-Policen immer dann und in der Höhe möglich, wenn die Prämien für die Risikobausteine weiterhin aus dem bestehenden Guthaben finanziert werden können. In definierten Fällen besteht zumeist die Möglichkeit, die Prämien der Risikobausteine aus den angesammelten Überschüssen zu finanzieren oder die Risikobausteine ohne die Rentenversicherung fortzuführen.
Des Weiteren kann bei Vertragsabschluss auch ein dynamischer Anstieg der Beiträge und Leistungen festgelegt werden.